# 泰塞勒
泰塞勒（法語：Tessel，法語：[tɛsɛl] ⓘ）是法国卡尔瓦多斯省的一个市镇，属于卡昂区。

## 地理
泰塞勒（49°9'11"N, 0°34'28"W）面积5.54 平方千米，位于法国诺曼底大区卡爾瓦多斯省，该省份为法国西北部沿海省份，北濒大西洋英吉利海峡，东北与滨海塞纳省以海上边界相接，东临厄尔省，南至奧恩省，西与芒什省接壤。
与泰塞勒接壤的市镇（或旧市镇、城区）包括：丰特奈勒佩内勒、奥东河畔格兰维尔、瑟勒河畔瑞维尼、旺德、蒂和米、瓦勒达里。

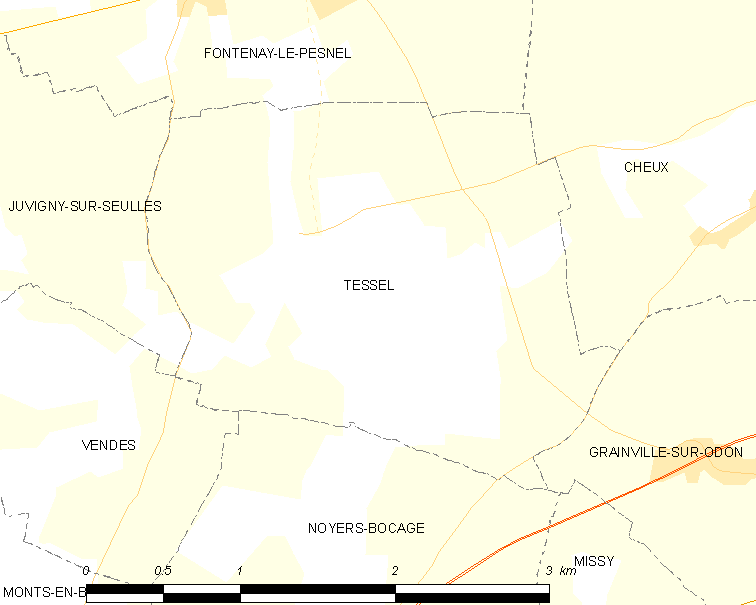
泰塞勒的OSM定位图

泰塞勒的时区为UTC+01:00、UTC+02:00（夏令时）。

## 行政
泰塞勒的邮政编码为14250，INSEE市镇编码为14684。

## 政治
泰塞勒所属的省级选区为蒂和米县。

## 人口

1962-2008年间泰塞勒人口变化图示

泰塞勒于2022年1月1日时的人口数量为248人。